# 4 Brygada Kawalerii (austro-węgierska)
4 Brygada Kawalerii (4. KBrig.) – brygada kawalerii cesarskiej i królewskiej Armii.

## Historia brygady
W 1871 roku 4. Brygada XIII Dywizji stacjonowała w Székesfehérvárze (niem. Stuhlweißenburg), a w jej skład wchodził:
- Dolnoaustriacki Pułk Dragonów Nr 3 w Mór (niem. Moor),
- Czeski Pułk Dragonów Nr 7 w Székesfehérvár,
- Komenda Rezerwowa oraz 4. i 5. Batalion Węgierskiego Pułku Piechoty Nr 44 w Kaposvár,
- Komenda Rezerwowa oraz 4. i 5. Batalion Węgierskiego Pułku Piechoty Nr 69 w Székesfehérvár[1].

W 1873 roku, jako 1. Brygada Kawalerii została włączona w skład XX Dywizji Piechoty w Peszcie.
W 1876 roku brygada została wyłączona ze składu XX Dywizji Piechoty, usamodzielniona i przemianowana na 4 Brygadę Kawalerii. W następnym roku komenda brygady została przeniesiona z Székesfehérváru do Budapesztu.
W latach 1889–1893 w skład brygady wchodził:
- Pułk Huzarów Nr 4,
- Pułk Huzarów Nr 7[5][6].

W 1893 roku w skład brygady został włączony Pułk Huzarów Nr 13, który dotychczas był podporządkowany komendantowi sąsiedniej 18 Brygady Kawalerii w Budapeszcie, natomiast Pułk Huzarów Nr 7 został włączony do 17 Brygady Kawalerii w Wiedniu.
W 1903 roku zmieniono pisownię formacji z „Cavallerie” na „Kavallerie” co wiązało się ze zmianą nazwy brygady na „4. Kavalleriebrigade”.
W 1912 roku brygada została włączona w skład 10 Dywizji Kawalerii w Budapeszcie.
W latach 1913–1914 w skład brygady wchodził:
- Pułk Huzarów Nr 8,
- Pułk Huzarów Nr 10,
- Pułk Huzarów Nr 13[9].

W sierpniu 1914 roku, po przeprowadzonej mobilizacji, w skład brygady wchodził:
- Pułk Huzarów Nr 10
- Pułk Huzarów Nr 13
- Oddział ckm[10].

## Komendanci brygady

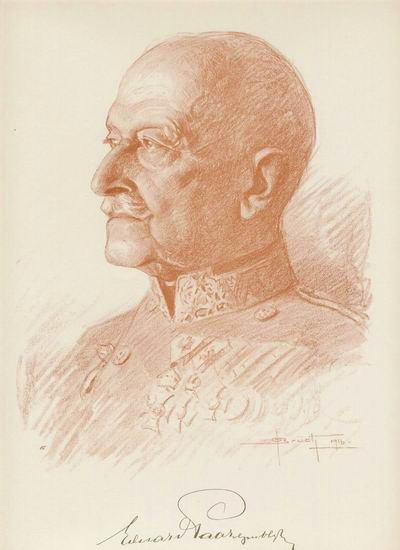
Generał pułkownik Eduard von Paar

- płk Alexander Pollak von Klumberg ( – 1872[11][12] → generalny inspektor taborów[13])
- płk / GM Gustav Dunst von Adelshelm (1872[14] – 1 IV 1879 → stan spoczynku[15])
- GM / FML Eduard von Paar(inne języki) (1879 – 1887 → generał adiutant Jego Wysokości Cesarza i Króla Franciszka Józefa)
- GM Gustav von Wersebe (1887 – 1891 → komendant Dywizji Kawalerii Kraków)
- GM Georg Rohonczy von Felsöpulya (1891 – 1892 → komendant placu w Budapeszcie)
- płk / GM Wilhelm Kotz von Dobrz (1892 – )
- GM Heinrich Johann Friedrich Polko (1896 – †5 V 1897)
- FML Heinrich Moritz von Attems-Heiligenkreuz(inne języki) (1904)
- płk / GM Artur Peteani von Steinberg (1911[16] – 1913 → komendant 1 Dywizja Kawalerii[17])
- płk / GM Gustaw Loserth von Hochfelsen (1913 – 1914[18])